# Alaksandr Marficki
Alaksandr Eduardawicz Marficki (biał. Аляксандр Эдуардавіч Марфіцкі, ros. Александр Эдуардoвич Марфицкий; ur. 16 maja 1956 w Bahuszeusku na Białorusi, zm. 30 sierpnia 2009 koło Radomia) – białoruski pilot wojskowy pierwszej klasy; zginął podczas wykonywania figury akrobatycznej w czasie pokazów Radom Air Show 2009.

## Życiorys

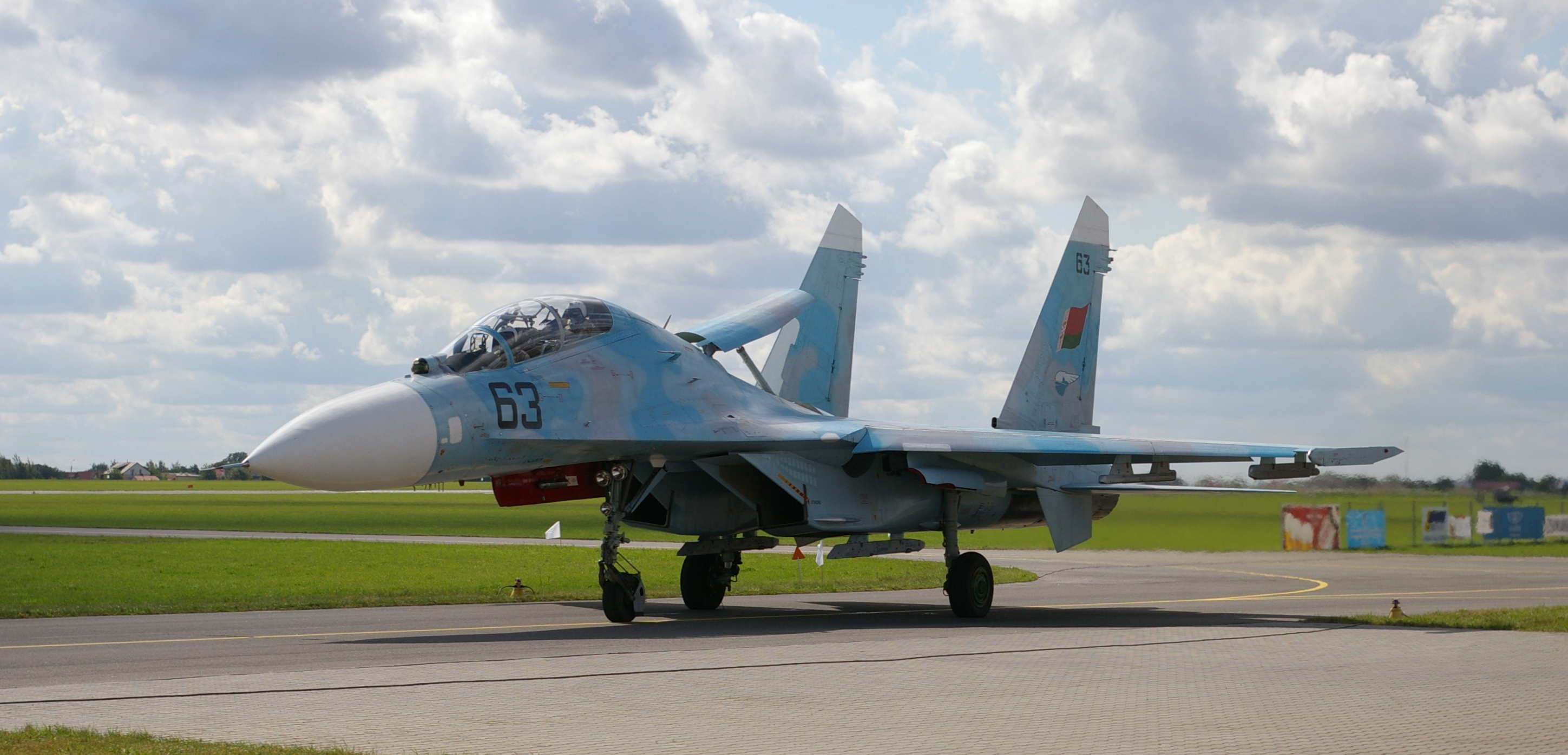
Białoruski Su-27UBM-1 na pokazach w Radomiu 15 minut przed katastrofą

W 1978 roku ukończył Charkowską Wyższą Lotniczą Szkołę Pilotów, w 1987 – Akademię Sił Powietrznych im. J. Gagarina, w 2002 – Akademię Zarządzania przy Prezydencie Republiki Białorusi. W 2003 był dowódcą 61. szturmowej bazy lotniczej Zachodniego Operacyjno–Taktycznego dowództwa Sił Powietrznych i Wojsk Obrony Przeciwlotniczej Sił Zbrojnych w Baranowiczach. Miał 2320 wylatanych godzin.
30 sierpnia 2009 razem z płk. Alaksandrem Żuraulewiczem pilotował Su-27UBM-1 podczas międzynarodowego pokazu lotniczego Radom Air Show 2009 w Radomiu. Istnieje informacja, że piloci powiadomili o awarii i otrzymali z wieży polecenie katapultowania się, ale nie wykonali go – być może dlatego, że samolot był blisko widzów lub zabudowań mieszkalnych. Samolot upadł w pobliżu lasu za lotniskiem, między wsiami Małęczyn i Maków, ok. 100m od domów.
W filmie „Zwyczajny bohater” (ros. Звычанй герой, 2004), Marficki opowiadał o katastrofie innego białoruskiego pilota, Uładzimira Karwata:

On naprawdę dokonał bohaterskiego czynu. Odwiódł samolot. To przecież 24 tony, 4 tony paliwa, gdyby upadł gdzieś na zamieszkały teren, tam nie jeden dom by spłonął. Bardzo wiele byłoby ofiar, tym bardziej, że to było w nocy, wszyscy ludzie byli w domach, skutki byłyby bardzo smutne.

Pozostawił żonę i dwie córki.

## Odznaczenia
- Order „Za osobiste męstwo” – 2009, pośmiertnie[10]
- Medal „Za Nienaganną Służbę” I stopnia – 2003[3]

## Pamięć
Uroczysty pogrzeb lotników odbył się w Baranowiczach z udziałem ministra obrony Białorusi, Dowódcy Sił Powietrznych Polski oraz arcybiskupa Mirona, prawosławnego ordynariusza Wojska Polskiego. 28 września 2009 Rada Gminy Gózd podjęła uchwałę w sprawie wzniesienia pomnika upamiętniającego tragiczną i bohaterską śmierć załogi białoruskiego myśliwca Su-27. Pomnik ten odsłonięto we wsi Małęczyn w dniu 11 kwietnia 2010.
Alaksandr Marficki i Alaksandr Żuraulewicz są także upamiętnieni na tablicy w Kościele Garnizonowym w Radomiu poświęconej wszystkim lotnikom, którzy w latach 1935–2009 zginęli po starcie z wojskowego lotniska Sadków; tablicę tę odsłonięto 26 marca 2010 roku w obecności ataszatu Białorusi w Polsce.